# کلی اوهارا (خواننده)
کلی کریستین اوهارا (زاده ۱۶ آوریل 1976) یک هنرپیشه و خواننده آمریکایی است که بیشتر برای کارهایش در تئاترهای برادوی و اپرا شناخته می‌شود.
اوهارا در تولسا، اوکلاهاما به دنیا آمد و در شهر الک، اوکلاهما در یک خانواده آمریکایی ایرلندی بزرگ شد. او از دبیرستان Deer Creek فارغ‌التحصیل شد و در دانشگاه اوکلاهاما سیتی تحصیل کرد و با مدرک لیسانس در موسیقی در اجرای آواز/اپرا فارغ‌التحصیل شد. اوهارا خوانندگی را نزد فلورانس بردول، که چهار سال قبل به کریستین چنووت نیز آموزش داده بود، آموخت.